# 2011年热带风暴哈维
热带风暴哈维（英語：Tropical Storm Harvey）是2011年大西洋飓风季形成的连续第8场获得命名但并未达飓风强度的热带气旋，创下新的纪录。系统于8月19日经西加勒比地区的一股东风波发展而成，在中美洲附近的温暖海域移动。8月19日晚，系统在洪都拉斯强化成热带风暴并获名“哈维”。之后气旋还有进一步组织，于8月20日逼近伯利兹前达到风力时速100公里的最高强度。8月21日，风暴减弱成热带低气压，但又在进入坎佩切湾后重达热带风暴标准。8月22日清晨，哈维又登陆韦拉克鲁斯，然后逐渐减弱，在数小时后完全消散。
哈维的扰动天气前身令小安的列斯群岛普遍出现雷暴天气，还产生狂风或强烈阵风。美属维尔京群岛的圣克洛伊岛上有部分树木被阵风刮倒，导致电缆中断，局部地区停电。风暴令中美洲沿途区域普降暴雨，伯利兹受到狂风暴雨袭击。墨西哥因暴雨引发多场山体滑坡，其中一场致使三人丧生。恰帕斯州和韦拉克鲁斯州分别有36和334户民居因山崩受损。暴雨还引起河流泛滥，部分民房和商铺受损。墨西哥另外还有两人遇难，但具体死因不明。

## 气象历史
8月10日，有东风波离开非洲西海岸。东风波关联有弱低气压中心和多簇中到强度对流，美国国家飓风中心认为系统有发展成热带气旋的潜力。东风波继续以每小时24到32公里的速度西进，其强度在接下来几天里略有回落，8月13日当天其内部也没有强劲对流。次日，系统内有零星对流爆发。8月16日清晨，气象机构经分析认为系统已在圣卢西亚和圣文森特岛之间形成低气压区，还有低压槽向北面延伸。
东风波向西经过加勒比海，在大范围海域产生强烈降水和雷暴，不过，系统北侧的对流强度有限，这很可能是因为受到大量撒哈拉沙尘的影响。8月17日清晨，系统的中层气旋式环流已更为明显。虽然系统内还没有闭合环流中心，但外界环境已经变得越来越有利于热带气旋形成。8月18日清晨，美国国家飓风中心已经确定东风波很可能会在之后48小时内发展成热带气旋。确认系统发展出下层环流后，气象机构于协调世界时8月18日下午18点将位于格拉西亚斯-阿迪奥斯角东北偏东方向约160公里洋面的系统归类成本季第八号热带低气压。
受墨西哥湾上空逐渐积累的高气压影响，气旋继续向西移动，气象部门预计系统消散前会一直向西前进。低气压继续增强，于8月19日中午12点强化成热带风暴并获名“哈维”（Harvey）。气旋当天下午继续增强，其卫星图像越来越清晰，西南象限各处都有良好的外流。8月20日清晨，美国国家飓风中心的气象学家在探讨风暴动向期间指出，哈维有在登陆前升级成飓风的潜力，但这种情况最终没有变成现实。8月20日早上6点，风暴气压降至995毫巴（百帕，29.4英寸汞柱），其风速此后还有小幅升高，于8月20日下午17点30分以风力时速100公里强度从伯利兹丹格里加附近登陆。8月21日行进至危地马拉东北部上空时，哈维已减弱成热带低气压。8月22日清晨，气旋进入坎佩切湾，经过对流爆发后又短暂达到热带风暴标准。8月22日凌晨2点，哈维以风速每小时65公里强度从韦拉克鲁斯州罗卡帕蒂达角附近登陆。8月22日早上6点，风暴再度降级成热带低气压，然后于约12小时后在瓦哈卡州上空消散。

## 防灾措施和影响

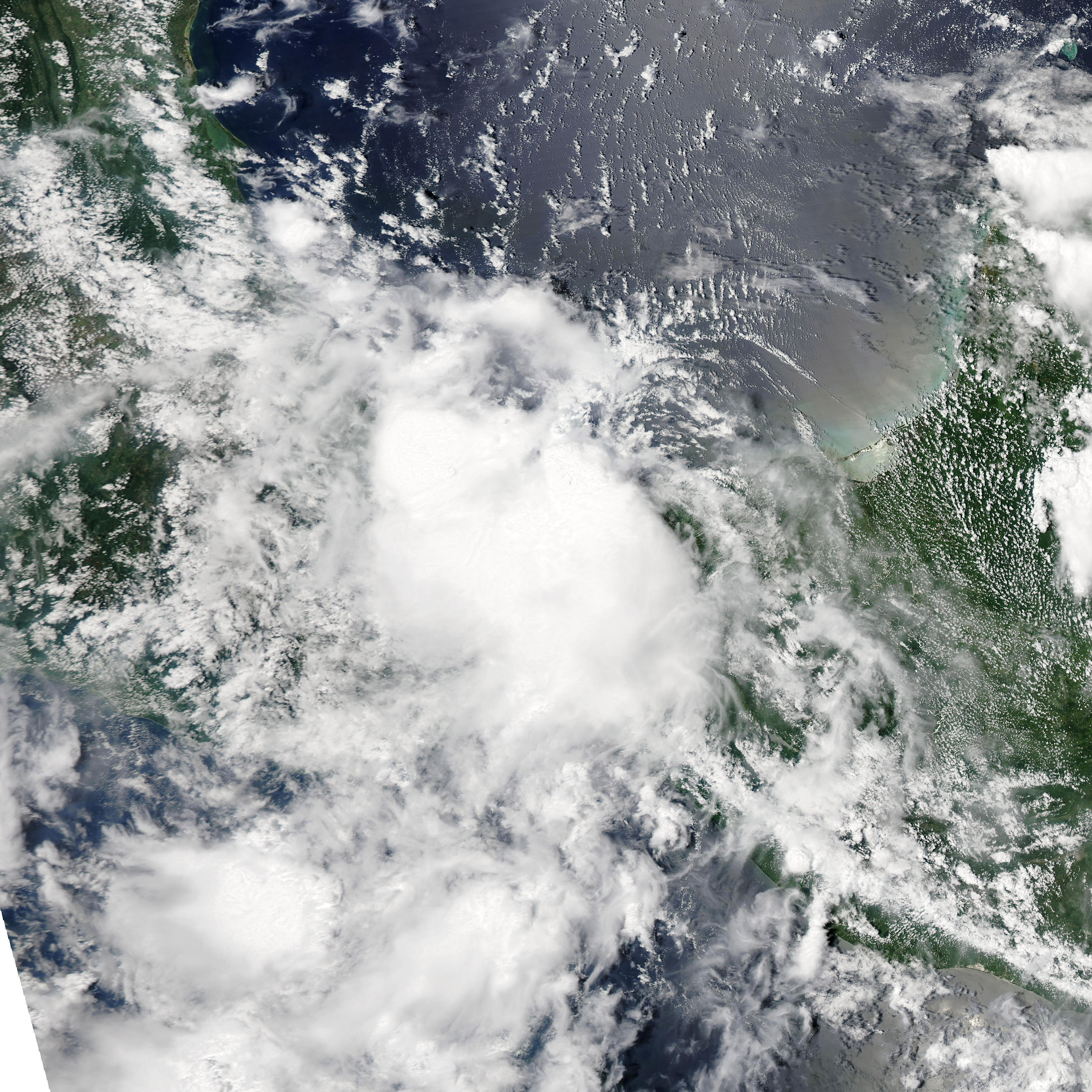
即将二度登陆的哈维

### 加勒比海
之后发展成哈维的扰动天气区令小安的列斯群岛普遍出现狂风天气，除间歇性的疾风外，还有强烈阵风。每年7至10月是当地热带雨季，经常会有东风波带来降水，哈维的前身在瓜德罗普降下暴雨，各地降雨总量普遍有51至76毫米，巴斯特尔山区的降雨量更普遍在250毫米以上。圣克洛伊岛盐河湾的一个传感器测得80公里的阵风时速。狂风刮倒一棵大树，导致局部停电，但很快便经工作人员修复。岛上虽有收到城区和小型溪流洪灾公报，但降雨量很小。圣克洛伊岛降水不到13毫米，圣托马斯岛则只有几毫米。
系统从波多黎各以南经过期间产生的阵风时速达到97公里，引起轻度破坏。多米尼加部分地区有零星阵雨和雷暴活动，当地居民收到警报，可能会有河流泛滥并伴随山洪爆发或泥石流。

### 中美洲和墨西哥
气象机构预测风暴会持续向西移动，洪都拉斯北部和危地马拉加勒比海沿岸地区收到热带风暴观察预警。尤卡坦半岛东南海岸、洪都拉斯海湾群岛省和以及伯利兹沿海地区接获热带风暴警告。洪都拉斯包括科隆省、阿特兰蒂达省、科尔特斯省和海湾群岛省在内的五个省进入“红色警戒”状态。格拉西亚斯-阿迪奥斯省和约罗省进入“黄色警戒”状态，奥兰乔省和圣巴巴拉省则发布“绿色警戒”。该国开设多个避难所，准备容留需要疏散的人员。
洪都拉斯以海湾群岛省的罗阿坦岛降雨量最高，达190毫米，但该国的具体损失情况缺乏报道。伯利兹南部各地降雨量在51到127毫米之间，其中贝尔墨邦降下86毫米雨量，引起低洼地区山洪爆发。伯利兹区有部分房屋受损或被毁，此外，橘园区圣拉萨罗（San Lazaro）还有所教堂严重受损。伯利兹北部还有几个村庄受到龙卷风破坏。随着气旋外围雨带开始在危地马拉北方部分地区降下暴雨，有关部门向高危地点发布橙色预警，该国其它地区则进入黄色预警生效状态。
哈维产生的暴雨在墨西哥引发多起山体滑坡，其中一起导致三人遇难，该国另外还有两人丧生，但具体原因不明。该国以韦拉克鲁斯州灾情最为严重，有334户民宅受损。格雷罗州爆发严重洪灾，致使一座桥梁受损，一座城镇同外界的交通中断。恰帕斯州也降下暴雨，令多条河流泛滥成灾，多个城镇出现中等程度洪灾。气旋引起的山体滑坡共致使该州36户民居受损，另有三条公路受到影响。